# Volejbol'nyj Klub Radiotechnik
Il Volejbol'nyj Klub Radiotechnik è un club pallavolistico sovietico e, dopo il 1991, lettone di Riga.
Durante gli anni settanta salì alla ribalta europea grazie alla vittoria di 3 coppe continentali, con il nome di Elektrotechnika Riga.

## Storia
Il debutto della formazione nel campionato sovietico risale al 1947, ma il primo risultato di rilievo è il secondo posto del 1960. Da quel momento in poi la squadra fu una delle più forti del panorama pallavolistico dell'Unione Sovietica.
Dal 1973 al 1983 non scese mai sotto il 5º posto, e durante quel decennio seppe affermarsi in Europa grazie alla vittoria di 3 Coppe delle Coppe, due delle quali consecutive. Nel 1984 ottenne il massimo traguardo della sua storia: vinse il campionato, riuscendo nell'impresa di interrompere la striscia di 14 vittorie consecutive del CSKA Mosca.
Con il titolo di Campione dell'Unione Sovietica partecipò nel 1985 alla Coppa dei Campioni, dove venne eliminata ai quarti di finale dai futuri campioni della Pallavolo Parma. Dopo essersi piazzata terza nelle edizioni del 1990 e del 1991 del campionato sovietico, nel 1992 dominò il neonato campionato lettone, creatosi a causa del crollo dell'Unione Sovietica.
L'ultimo risulstato di rilievo è la conquista della finale della Coppa CEV del 1991 (allora il terzo trofeo continentale). Anche questa volta a sconfiggerla fu una squadra italiana, la Sisley Treviso
Sulla squadra di Riga aleggiano diverse leggende. Una di queste racconta che, nonostante la natura cosmopolita della squadra, i componenti parlassero esclusivamente lettone, affinché gli avversari non comprendessero le loro parole.

## Palmarès

### Vittorie
- 1 campionato sovietico: 1984
- 1 campionato lettone: 1992
- 3 Coppe delle Coppe / Coppa CEV: 1974, 1975, 1977

### Piazzamenti
- 2º posto nel campionato sovietico: 1960, 1962, 1965, 1966, 1973, 1974, 1975, 1983, 1986, 1987
- 3º posto nel campionato sovietico: 1968, 1969, 1982, 1990, 1991
- finalista in Coppa CEV / Challenge Cup: 1991